# Narancsvörös rókagomba
A narancsvörös rókagomba vagy bársonyos rókagomba (Cantharellus friesii) a rókagombafélék családjába tartozó, Eurázsiában honos, savanyú talajú lombos erdőkben élő, ehető gombafaj.

## Megjelenése
A narancsvörös rókagomba kalapja 2-5 cm széles, alakja fiatalon kissé domború, majd tölcséressé válik. Széle hullámos, esetenként szinte fodros, felszíne kezdetben kissé bársonyos, idősebben csupaszra kopik. Színe a szélén sárgásnarancs, közepén narancsvöröses.
Húsa vékony, kissé törékeny, szálas. Színe világos narancsszínű. Szaga kissé gyümölcsös, íze savanykás, némileg csípős. 
Termőrétege nem lemezes, hanem ráncos; a vastag ráncok a tönkre hosszan lefutók, élük tompa, villásan elágaznak.Színük narancsrózsaszínes, idősebben narancsos krémszínű.
Tönkje 2-4 cm magas és 0,5-0,8 cm vastag. Alakja lefelé vékonyodó. Fiatalon tömör, idősen üregesedik. Színe a kalapéval egyezik vagy világosabb.
Spórapora világossárga. Spórája ellipszis alakú, sima, mérete 8-10 x 5-7 µm.

### Hasonló fajok
A sárga rókagomba nagyon hasonlít hozzá, de az nagyobb és nincsen vöröses árnyalata. 

## Elterjedése és termőhelye
Eurázsiában honos. Magyarországon nagyon ritka.
Savanyú talajú, hegyvidéki lomberdőkben él, főleg bükk és tölgy alatt. Júniustól októberig terem. 
Ehető, ízletes gomba, de ritkasága miatt kímélendő. 

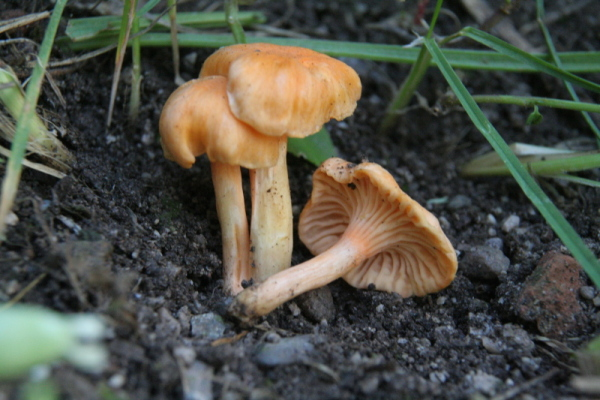
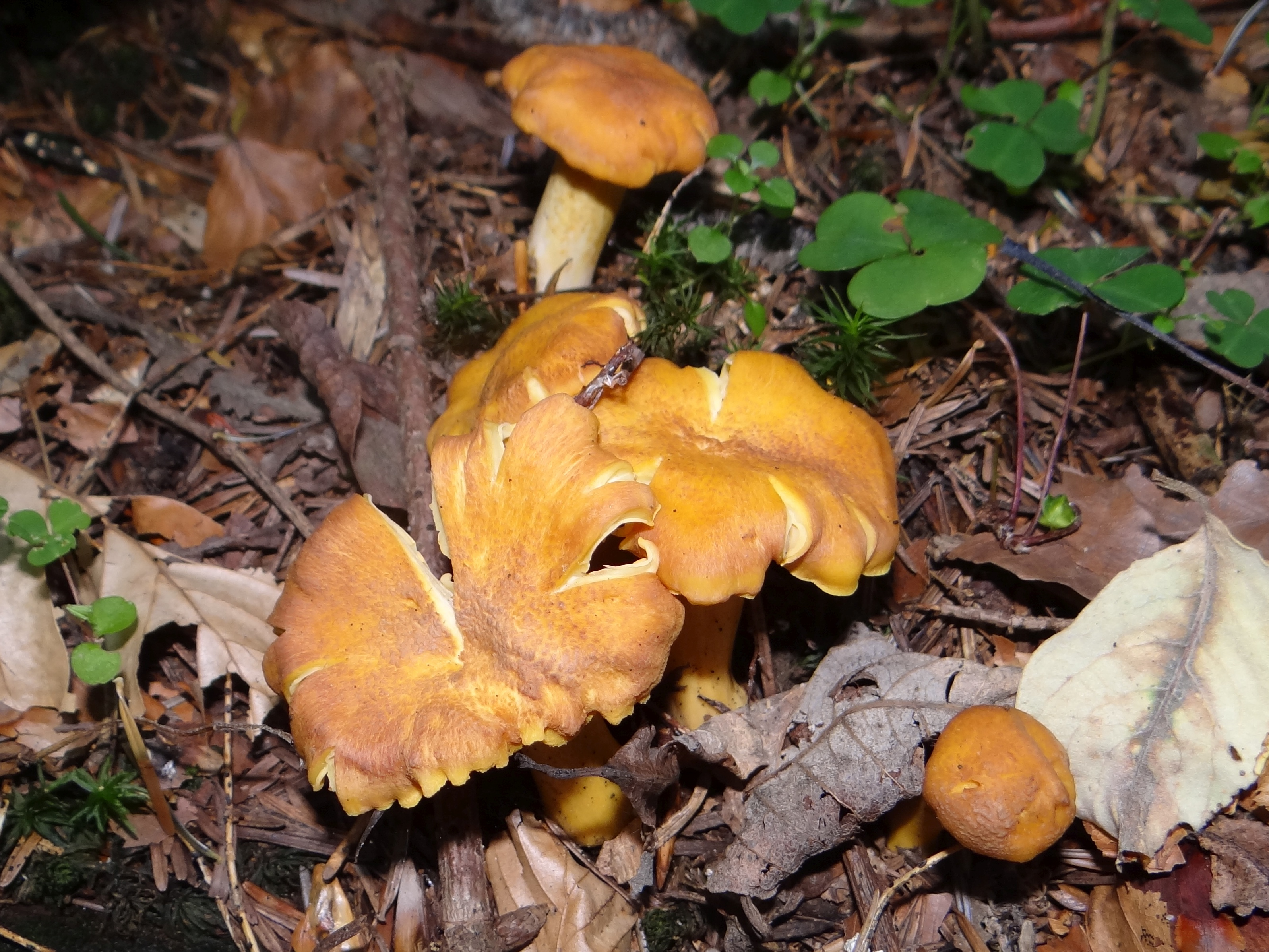
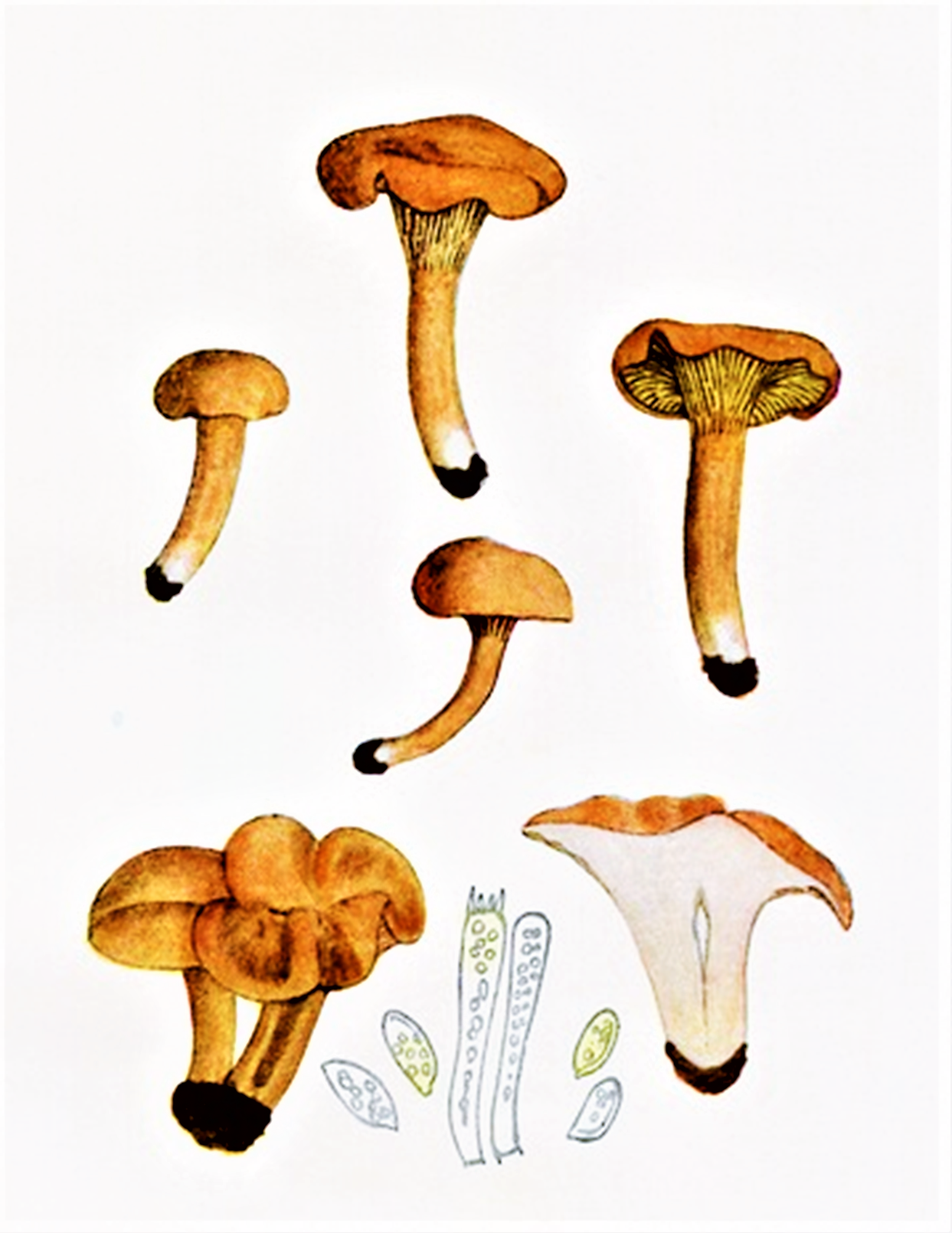